# 24 Heures de Spa 2012
Navigation
Édition précédente Édition suivante
Les 24 Heures de Spa 2012 (2012 Total 24 Hours of Spa), disputées les 28 juillet 2012 et 29 juillet 2012 sur le Circuit de Spa-Francorchamps, sont la soixante-quatrième édition de cette épreuve. La course faisait partie de la Blancpain Endurance Series 2012.

## Course

### Classement de la course
Les voitures ne parcourant pas 70% de la distance du gagnant sont non classées (NC).